# Sunday Trading Act 1994
Sunday Trading Act 1994 är en brittisk parlamentsakt. Den reglerar affärernas rättigheter att hålla i söndagsöppet i England och Wales. Med undantag hade detta tidigare varit förbjudet genom tillämpandet av Shops Act 1950.
Den långa titeln är: "An Act to reform the law of England and Wales relating to Sunday trading; to make provision as to the rights of shop workers under the law of England and Wales in relation to Sunday working; and for connected purposes."